# 구마모토현 제3구
구마모토현 제3구(熊本県 제3区)는 일본의 중의원 선거구이다. 1994년 공직선거법으로 신설되었다.

## 지역
- 야마가시
- 기쿠치시
- 아소시
- 고시시
- 기쿠치군
- 아소군
- 가미마시키군